# Jerry Seinfeld
Jerome "Jerry" Allen Seinfeld (Nova Iorque, 29 de abril de 1954) é um ator, humorista, escritor e produtor dos Estados Unidos.
Fez enorme sucesso com a sitcom Seinfeld, que retratava o quotidiano de quatro amigos: Elaine Benes, Cosmo Kramer, George Costanza e seu homônimo Jerry Seinfeld. É considerado (pela TV Guide) o melhor programa de televisão dos últimos tempos. O último episódio foi exibido em 1998 e assistido por 76 milhões de pessoas, um recorde.
É casado com Jessica Seinfeld desde 1999, com quem tem três filhos: Sascha, Julian e Shepherd.

## Juventude e educação
Seinfeld nasceu no Brooklyn, na cidade de Nova York. Seu pai, Kálmán Seinfeld,  um pintor de letreiros, era judeu e colecionava piadas que ouviu enquanto servia na Segunda Guerra Mundial.  Sua mãe, Betty (nascida Hosni) e seus pais, Selim e Salha Hosni,  eram judeus de Aleppo, Síria. A sua nacionalidade foi declarada como turca quando imigraram em 1917, pois a Síria estava sob o Império Otomano.  Seinfeld tem uma irmã mais velha, Carolyn. A mãe de Salha, Garez Dayan, bisavó de Seinfeld, era membro da família rabínica Dayan, que reivindica ascendência desde os Exilarcas Medievais, e dos Exilarcas até o Rei David bíblico. O primo de segundo grau de Seinfeld é o músico e ator Evan Seinfeld. Seinfeld cresceu em Massapequa, Nova York, e frequentou a Massapequa High School em Long Island. Aos 16 anos, ele passou um tempo como voluntário no Kibutz Sa'ar, em Israel. Ele participou do State University of New York em Oswego, e transferido após seu segundo ano para o Queens College, City University of New York, onde se formou em 1976 em comunicações e teatro.

## Carreira
Jerry Seinfeld começou sua carreira fazendo comédia stand up, em clubes nova-iorquinos, logo chamando a atenção pelo estilo observador e simples dos seus textos, que sempre fez questão de escrever sozinho.
Em 1980 chegou a atuar na série Benson, fazendo o personagem Frankie. Não foi uma boa experiência para Jerry, que foi demitido sem ser avisado. Ele afirma ter prometido a si mesmo "só participar de uma sitcom quando ele tivesse total controle da mesma".
Em 1981 participou de um dos programas mais populares dos Estados Unidos, o The Tonight Show starring Johnny Carson, ainda com o lendário Johnny Carson no comando. Já nessa apresentação, Jerry levou o "OK" de Carson, um gesto raro que significava a aprovação do experiente apresentador.
Jerry seguiu sua carreira realizando programas especiais como Jerry Seinfeld: Stand-Up Confidential e aparições em programas como Tonight Show e Late Show.
E em 1989 os executivos da NBC tiveram a ideia de dar ao Jerry, um programa. A série "Seinfeld" tornou-se um grande sucesso e chegou ao fim em 1998, como "a melhor sitcom de todos os tempos", aclamada por crítica e público.
Em 1998 Jerry fez seu show I'm Telling You For The Last Time, no qual ele contava pela última vez seu material de anos de carreira, prestes a estrear um novo show com texto inédito. A HBO fez um especial com o show, que pode ser encontrado em DVD e CD (no CD, após o show, ouve-se algumas perguntas da plateia ao Jerry).
Em 2001 Jerry voltou a se apresentar em clubes de comédia, até experimentar um novo material para um show inédito. A empreitada foi gravada por Christian Charles e virou filme: o documentário Comedian, que retrata o mundo do comédia stand up, e além de focar Seinfeld de volta aos palcos, revela também o novato Orny Adams. O filme foi lançado no Brasil com o título "Comedian: Nos Bastidores da Comédia".
Em dezembro de 2007, foi lançado o filme Bee Movie, comédia em animação computadorizada, cuja produção Seinfeld comandou.
Em outubro de 2007 Seinfeld participou do seriado 30 Rock (2ª temporada, episódio 1) interpretando a si mesmo.
Em 2012 lança o show Comedians in Cars Getting Coffee, famoso por ser um “show sobre nada” e em que convida comediantes famosos para dar uma volta em carros em geral clássicos, e tomar café. Barack Obama esteve no programa em 2015.